# ТЕС Брестаніца
ТЕС Брестаніца — теплова електростанція на південному сході Словенії.
Спорудження станції почалось у 1939 році, при цьому парова турбіна виробництва компанії Siemens потужністю 12,5 МВт була запущена вже під час німецької окупації у 1943-му. Лише 1961 року до неї приєдналась друга турбіна з майже такою ж потужністю – 13,5 МВт, проте виробництва Jugo Turbina. Паливом для них слугувало вугілля із розташованої поблизу копальні Сеново.
В 1970-х роках постало питання створення маневрових потужностей для забезпечення нормальної роботи енергосистеми в умовах введення в дію атомної станції Кршко (розташована менш ніж за десять кілометрів від майданчику станції Брестаніца). Як наслідок, в 1975-му ТЕС Брестаніца доповнили одразу трьома газовими турбінами потужністю по 23 МВт, які працювали на продуктах нафтопереробки. При цьому їх поєднали в один технологічний цикл зі старими паровими турбінами, створивши таким чином один з перших в Європі енергоблоків комбінованого циклу. Оскільки тепер парові турбіни живились від котлів-утилізаторів, модернізація призвела до відмови від спалювання вугілля і закриття копальні Сеново.
Наступним кроком у розвитку станції стало введення в дію у 2000-му двох однотипних турбін потужністю по 114 МВт, які працюють на природному газі. Вони встановлені на роботу у відкритому циклі та також призначаються передусім для покриття пікових навантажень (з виходом на повний режим за 15 хвилин).
В 2012-му застарілі парові турбіни вивели з експлуатації.
У 2018-му стала до ладу ще одна встановлена на роботу у відкритому циклі газова турбіна потужністю 53 МВт. Крім того, в 2019-му замовили одну таку ж, після запуску якої будуть виведені з експлуатації три газові турбіни, котрі працюють з 1970-х років.
Природний газ на майданчик станції подають по відгалуженню від трубопроводу Родне – Ново-Место.
Видача продукції відбувається по ЛЕП, розрахованій на роботу під напругою 110 кВ.